# Xylotrechus badachschanicus
Xylotrechus badachschanicus là một loài bọ cánh cứng trong họ Cerambycidae.